# 德爾維尼莎草紙
德爾維尼莎草紙是1962年在希腊塞萨洛尼基德爾維尼发现的古马其顿莎草纸，为一片涉及古希腊宗教的哲学文章，年代约为公元前340年前后，是欧洲现存历史最悠久的文字手稿，相关内容及译文于2006年发表。该文物现收藏于塞萨洛尼基考古博物馆。